# Nalasi Mashariki
Nalasi Mashariki (übersetzt Nalasi Ost) ist ein Verwaltungsbezirk (Ward) des Distrikts Tunduru in der tansanischen Region Ruvuma.

## Geografie
Nalasi Mashariki liegt im Süden von Tansania etwa 60 Kilometer Luftlinie südwestlich der Distrikthauptstadt Tunduru an der Grenze zu Mosambik. Der Bezirk besteht aus zwei geografisch getrennten Bereichen. Das größte Gewässer ist der Rovuma, der die Grenze zu Mosambik bildet. Nalasi Mashariki grenzt im Norden an Mbati, im Nordosten an Mbesa, im Osten an Mchesi, im Süden an Mosambik, im Südwesten an Nalasi Magharibi und im Westen an Mchoteka.
Bei der Volkszählung 2022 lebten 10.785 Menschen in 2620 Haushalten auf einer Fläche von 380 Quadratkilometern.

## Gliederung
Der Bezirk besteht aus vier Gemeinden (Mtaa) mit 21 Orten (Kitongoji):
| Lukumbo - Lukumbo - Luwawa - Mbatamila | Chilundundu - Godown - Nakwale - Mkani - Kariakoo - Mtamba | Chilundundu Kaskazini - Chinganga - Mabutu - Ngalinje - Luwingu - Ruvuma - Kutulikayo | Nasomba - Imani - Jiungeni - Tulingane - Juhudi - Rahaleo - Tuleane - Manzese |

## Wirtschaft und Infrastruktur
- Gesundheit: In der Gemeinde Nasomba liegt eine staatliche Apotheke.[8]